# Kuehneola spondiadis
Kuehneola spondiadis är en svampart som beskrevs av Hosag. 1986. Kuehneola spondiadis ingår i släktet Kuehneola och familjen Phragmidiaceae.   Inga underarter finns listade i Catalogue of Life.